# 크리스 밴스
크리스 밴스(Chris Vance, 1971년 12월 30일 ~ )는 잉글랜드의 배우이다.

## 출연 작품
- 트랜스포터: 시리즈 (2012)
- 덱스터 시즌5 (2010)
- 멘탈 (2009)
- 번 노티스 1 (2007)
- 화끈거리는 (2006)
- 덱스터 시즌1 (2006)
- 프리즌 브레이크 시즌1 (2005)
- 올 세인츠 (1998)